# Васильки (Киевская область)
Васильки (укр. Васильки) — село, входит в Бориспольский район Киевской области Украины.
Население по переписи 2001 года составляло 270 человек. Почтовый индекс — 08362. Телефонный код — 4595. Занимает площадь 0,504 км². Код КОАТУУ — 3220887602.

## Местный совет
08362, Киевская обл, Бориспольский р-н, с. Старое, ул. Советская, 49а